# Castagna Milano
La Castagna è stata una carrozzeria italiana fondata a Milano nel 1849 e attiva fino al 1954. Dal 1994 il nome è stato ripresentato senza collegamenti diretti con l'antenata.

## Storia
La "Castagna" nacque quando Carlo Castagna rileva la prestigiosa bottega "Ferrari", erede dell'ancor più famosa "Mainetti & Orseniga", situata nella contrada di San Celso (oggi corso Italia), nella quale si producevano, da oltre un secolo, carrozze per molte famiglie aristocratiche e reali europee.

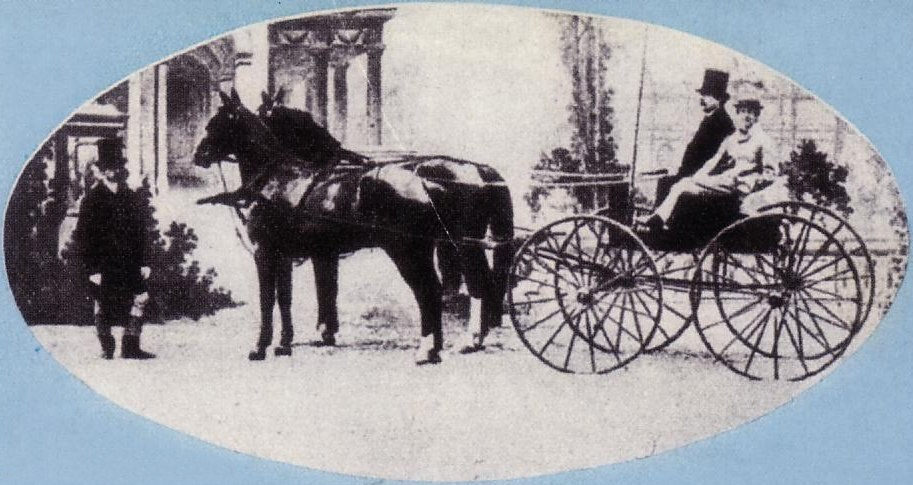
Una carrozza del tipo Spider in un'immagine di fine '800

Rinominata "C. Castagna & C.", l'azienda proseguì nella manutenzione e produzione di maestose carrozze da rappresentanza e di leggere e veloci carrozze da passeggio. Tra queste, è doveroso ricordare il leggendario spider in legno di limone, filettato in rosso, costruito per Alessandro Manzoni da Carlo Castagna quand'era operaio.
Verso la fine dell'800, iniziò la collaborazione con la ditta Ottolini e Ricordi, importatori per l'Italia dei quadricicli Benz, per la realizzazione delle prime carrozze mosse da motori a combustione.

### Le prime automobili
Agli albori del XX secolo l'automobile assurse a simbolo della nuova età industriale e possederne una divenne una moda caratterizzante delle famiglie più prestigiose dell'epoca.
Nel 1905, grazie al moderno stabilimento di via della Chiusa al n. 14, dietro commissione della Regina Margherita di Savoia, la Castagna realizzò un double phaeton di colore bianco, su autotelaio Fiat 24-32 HP, dotato d'ogni tipo di accessori all'epoca disponibili. La vettura, del tipo Sparviero, venne utilizzata dalla regina stessa per correre la "Susa-Moncenisio", una delle prime competizioni automobilistiche dell’epoca.
È del 1913 la realizzazione della celebre Aerodinamica, costruita per il conte Ricotti, utilizzando un autotelaio ALFA 40-60 HP. La forma della carrozzeria era ispirata alla navicella di un dirigibile ed è considerata il primo esempio di monovolume nella storia dell'automobile. La vettura è ora custodita nel Museo Storico Alfa Romeo di Arese.

### Il successo internazionale
Nel 1915, alla scomparsa del fondatore, la direzione aziendale venne assunta dal figlio Ercole che, in conseguenza al costante aumento di commesse anche provenienti dall'estero, decise di ampliare la struttura produttiva, trasferendosi nella nuova sede di via Montevideo al civico 19, potendo così soddisfare tutti gli ordinativi (oggi una targa commemorativa ne ricorda l'esistenza).

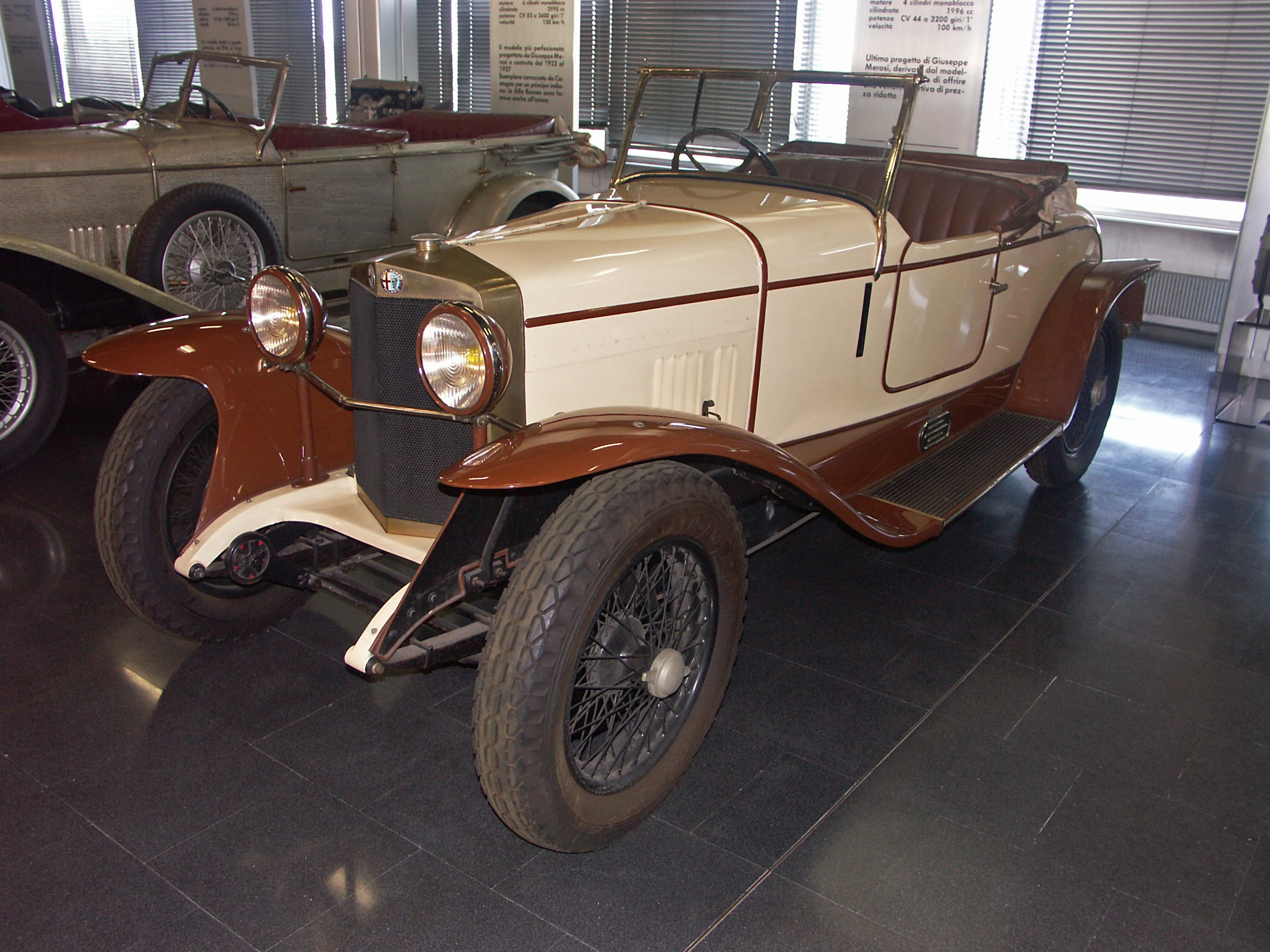
L'Alfa Romeo 2000 RM Sport Castagna Cabriolet del 1924, costruita in 500 esemplari.

La ditta inizia a collaborare con le maggiori case produttrici di telai e automobili, italiane ed estere, soprattutto con quelle più esclusive come Isotta Fraschini, Lancia, Alfa Romeo, Daimler-Benz, Hispano-Suiza.
Infatti, proprio nelle sale dell'Hotel Commodore, a New York, la Castagna decide di esporre due modelli che diventeranno celebri: la Prince of Wales una berlina su telaio Isotta Fraschini, acquistata da William Rundolph Hearst (magnate della stampa), e il roadster Commodore su telaio Isotta Fraschini e Mercedes Benz.
Particolare successo, negli Stati Uniti come in Europa, ebbero i modelli Isotta Fraschini 8 AS carrozzati coupé de ville e cabriolet.
L'esposizione a New York giova così tanto alla ditta, soprattutto rafforzandole il nome nel continente americano, da spingere Ercole Castagna a spostare tutta la produzione nella nuova fabbrica che viene avviata ai massimi regimi producendo, oltre che componenti per le nascenti industrie di aeronautica e di automobili, più di 100 vetture annue.

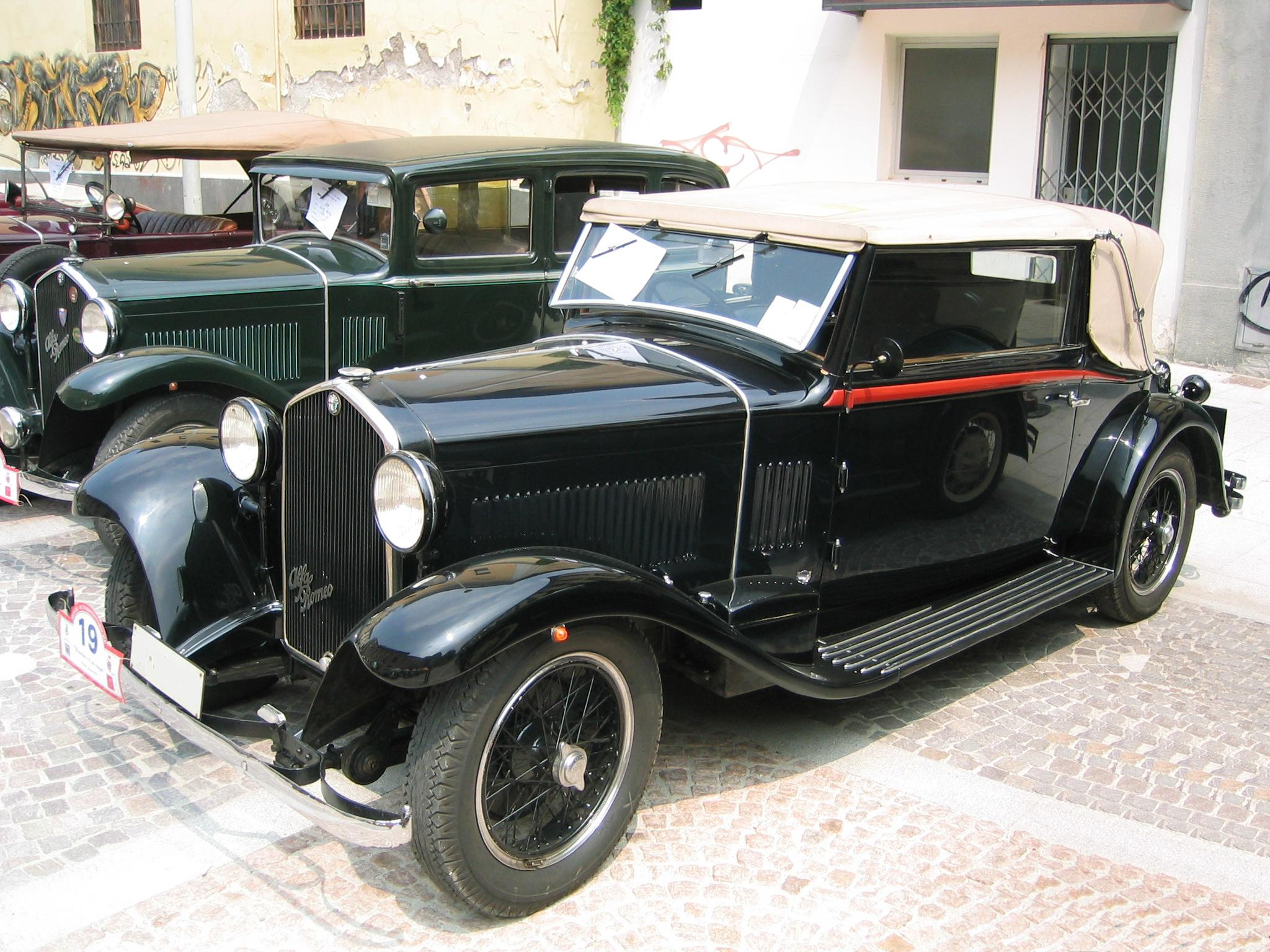
Un'Alfa Romeo 6C 1900 GT Cabriolet Castagna

Nel 1919 la carrozzeria è la prima in Italia con 400 dipendenti e un'area lavorativa di 32.000 mq di cui 20.000 coperti. Molto avviata anche la produzione per conto di terzi: grazie al reparto di cromatura galvanica, primo ad essere installato in Italia, venivano eseguite molte lavorazioni per aziende esterne nei settori dell'arredo, della componentistica e della minuteria metallica.
Fra le varie società va ricordata la Compagnie Internationale des Wagons-Lits uno dei più importanti partner della Castagna per la rifinitura e la produzione di elementi per carrozze ferroviarie. Castagna si impegnò molto in questo campo e collaborò alla realizzazione di vari treni, anche di lusso, compreso l'Orient Express.
La fama raggiunta in quegli anni le fece ricevere elogi da varie personalità:
(Gabriele D'annunzio)
Nel 1939 la ditta passa sotto il controllo del fratello minore Emilio Castagna diplomato in arti visive all'Accademia di Brera.
Oltre che allo stile, Emilio dà molta importanza anche alle nuove soluzioni, tecniche ed ingegneristiche, e investe molto nella ricerca di nuovi brevetti di soluzioni, questo lo porta a collaborare anche con persone al di fuori del mondo automobilistico, per esempio lo stilista francese Jean Patou per la scelta di alcuni tessuti, fino a finalizzare questi sue ricerche al bene dell'azienda; è infatti determinante la collaborazione della ditta con l'ingegnere aerodinamico tedesco Bergmann che porta alla creazione di numerose carrozzerie aerodinamiche.
Tra le proposte tecniche innovative, anche la realizzazione di alcune show car su meccanica Alfa Romeo, Cisitalia e FIAT, dotate del sistema "Vistotal" che, però, non incontrarono il favore del pubblico, né della stampa specializzata.

### Il declino
Molti effetti hanno portato Castagna ad un lento declino: il primo segnale è provenuto dalla chiusura della Isotta Fraschini Automobili in seguito al crollo del mercato americano, così la ditta perse prima il mercato migliore dove agiva e successivamente il telaio migliore su cui era abituata a creare le proprie carrozzerie.
Anche la Milano automobilistica non era più quella di un tempo, delle case automobilistiche rimasero solamente l'Alfa Romeo e la Bianchi e quando, dopo la guerra, anche la Bianchi chiuse non ci furono più le condizioni per continuare l'attività e così nel 1954 la carrozzeria chiuse i battenti.

## Carrozzeria Castagna oggi
Castagna oggi è impegnata attivamente nel settore auto come tuner di modelli di automobili di altre case, ma soprattutto come produttrice di fuoriserie (come vuole la tradizione del marchio) e di concept.

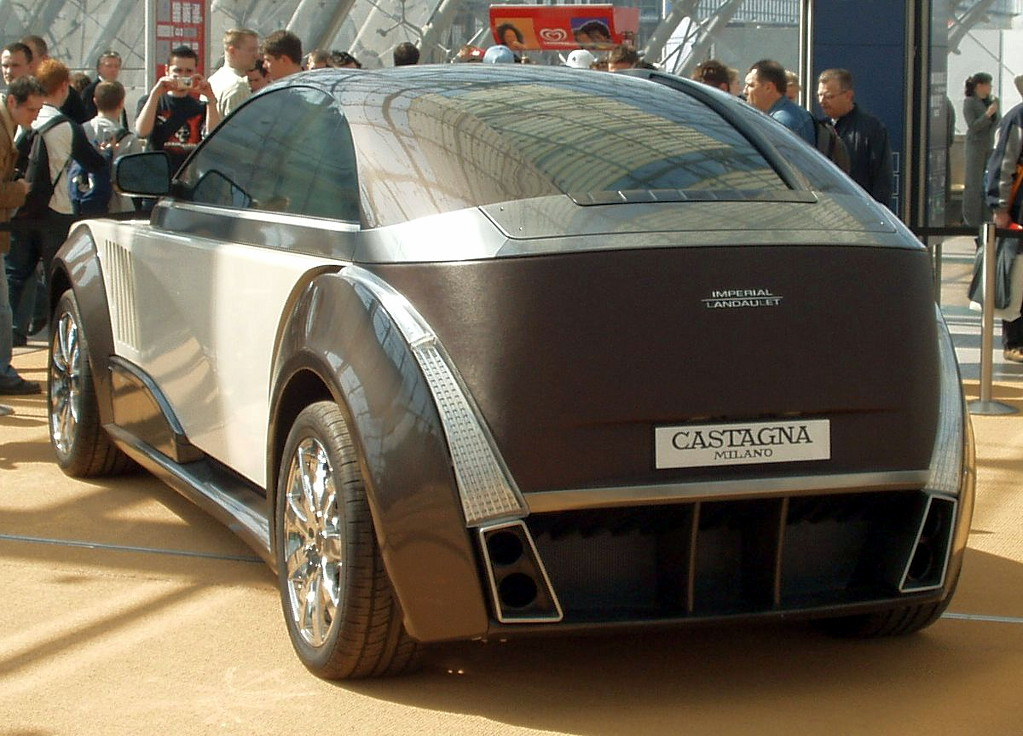
Un concept presentato nel 2006, Castagna Imperial Landaulet

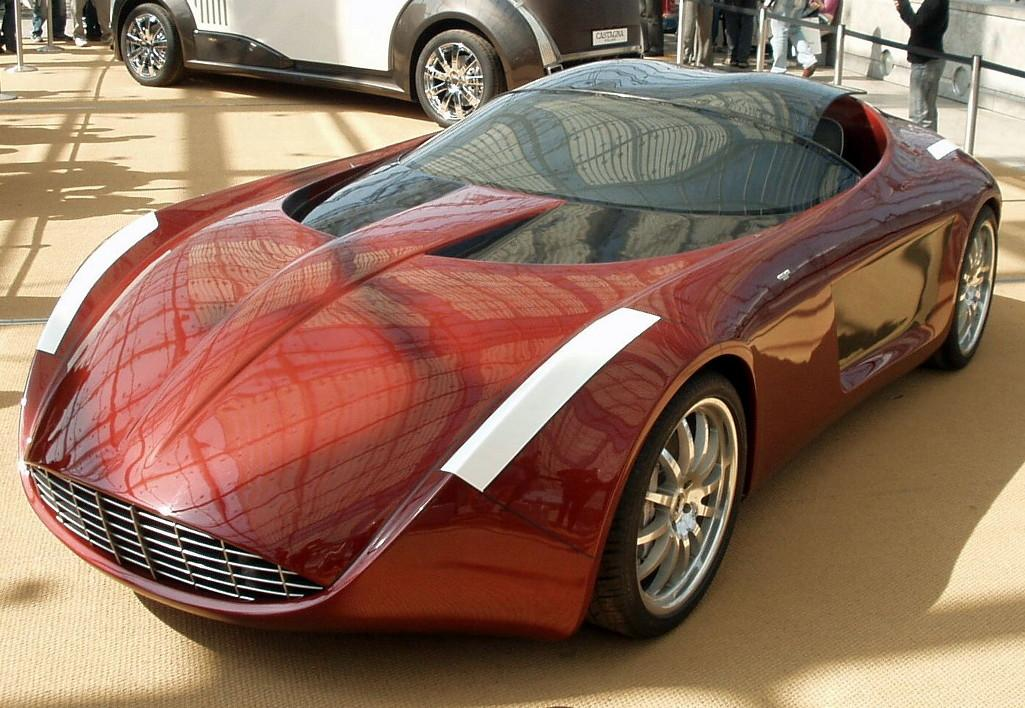
Altro concept presentato nel 2006, la Castagna "Aria"

Al Concorso d'eleganza Villa d'Este nel 2002 Castagna propone per la prima volta al pubblico una fuoriserie su telaio Maserati, denominata Auge.
Un'altra importante partecipazione è stata quella al salone dell'automobile di Ginevra nel 2003 dove la Castagna allestisce un proprio stand dove presenta 3 modelli:
- Un coupé 4 posti su meccanica Maserati (chiamato Auge)
- Un coupé 2 posti su meccanica Alfa Romeo (chiamato Ginevra)
- Una barchetta 2 posti su meccanica Ferrari (chiamata Rossellini)

L'atelier milanese attualmente è anche noto per le versioni extralusso delle vetture a marchio Mini.

### "Cinquino" Fiat 500
Nell'ottobre del 2007 la Castagna presenta un Kit di Light Tuning per la Nuova Fiat 500.
La versione Castagna del modello Fiat viene denominato proprio Cinquino ed è caratterizzato da una verniciatura bicolore, una serie di codolini che allargano le carreggiate ed un doppio terminale in acciaio inox. Un attento studio è stato anche dato ai cerchi che sono AEZ a 15 razze forgiati da 17″ con pneumatici Pirelli P-Zero.
Gli interni sono personalizzabili secondo i gusti del cliente; vengono presentati rivestimenti in pelle e alcantara in sostituzione alle plastiche presenti nel modello Fiat di serie.
Il bagagliaio è stato ampliato, grazie ad una piccola modifica guadagnando 40 litri in più di capacità di carico.
Il tuning non comprende solamente una cura estetica del modello, infatti viene messo a disposizione il Passion Kit Corsa che comprende un compressore centrifugo (montabile sul 1.4 100Cv) capace di spingere a 0,4 bar, portandone la potenza a 155 Cv e 170 Nm di coppia a 4500 giri/min. La velocità massima dichiarata è di oltre 200 km/h.
L'assetto è stato ribassato di 3 cm grazie alle molle Eibach; rivisti anche gli ammortizzatori e l'impianto frenante, sostituito con un impianto Brembo con dischi da 280 mm e pinze anteriori a 4 pistoncini.

### Castagna AZNOM
La Castagna AZNOM è una concept car prodotta dalla Castagna su base Corvette Z06.